# カザフスタン

カザフスタン共和国
Қазақстан Республикасы（カザフ語）
Республика Казахстан（ロシア語）

国の標語：なし
国歌：Менің Қазақстаным（カザフ語）
 我がカザフスタン 

カザフスタン共和国（カザフスタンきょうわこく、Kazakhstan、カザフ語: Қазақстан Республикасы, Qazaqstan Respublikasy, قازاقستان رەسپۋبلىيكاسى , ロシア語: Республика Казахстан）、通称カザフスタンは、中央アジアに位置する共和制国家。西と北でロシア連邦、東で中華人民共和国（中国）、南でキルギス、ウズベキスタン、トルクメニスタンと国境を接する国家で、南西は世界最大の湖カスピ海に面している。首都はアスタナで、1997年に国内最大の都市アルマトイから遷都した。アスタナは初代大統領のヌルスルタン・ナザルバエフにちなんで2019年に「ヌルスルタン」へ改称されたが、2022年に元のアスタナに戻されている。

## 概要
カザフスタンは、領土が中央アジアのみにある国家としては経済的、政治的に最も支配的な存在であり、石油・天然ガスを中心とする資源に恵まれ、中央アジアの国内総生産（GDP）の60 %を生み出している。国土面積は272万4900平方キロメートルと世界第9位で、世界で最も広い内陸国であり、イスラム教徒が多数派を占める国としても世界最大かつ最北端である。人口は約1900万人で、人口密度は世界でも低い国の一つであり、1平方キロメートルあたり6人以下（1平方マイルあたり15人）である。
現在のカザフスタン領土には、歴史的に遊牧民や帝国が往来・興亡を重ねた。古代には遊牧民のスキタイ人が住み、ペルシアのアケメネス朝が現在の国土の南部にまで進出してきた。テュルク系遊牧民は、突厥帝国など多くのテュルク系国家を祖先に持ち、その歴史を通じてこの国に居住してきた。13世紀にはチンギス・ハーン率いるモンゴル帝国に征服された。16世紀には、カザフ族は3つのジュズに分かれて独立した集団となった。18世紀にはロシア帝国がカザフ草原に進出し、19世紀半ばには名目上カザフスタン全土をロシア帝国の一部として支配するようになった。1917年のロシア革命とその後のロシア内戦を経て、カザフスタンの領土は何度か再編された。1936年、ソビエト連邦の一部であるカザフ・ソビエト社会主義共和国になった。なお、同国は1991年のソビエト連邦解体時に、ソビエト連邦構成共和国のうち最後に独立を宣言した共和国である。
こうした歴史的経緯や民族構成、地政学的な位置から、北隣のロシアや東隣の中国、西側諸国、イスラム世界、テュルク系を祖とするトルコなど多方面との良好な関係を重視しており、以下のような国際機関に加盟している。
- 世界全体：国際連合
- 旧ソ連圏：独立国家共同体（CIS）、ユーラシア経済連合、集団安全保障条約（CSTO）
- 西側諸国を含む欧州：欧州安全保障協力機構（OSCE）
- イスラム圏、テュルク系諸国：イスラム協力機構、テュルク評議会、テュルク文化国際機関、テュルク語圏諸国議会（英語版）

2025年現在、移植用臓器の保存、治療、輸送を目的とした世界最先端医療技術「ALEM」（Astana Life Ex-situ Machine）にて、臓器を体外で24時間以上、生理的条件に極めて近い環境で機能させる技術を開発した。早ければ2025年内に臨床使用を開始する。

## 国名
正式名称はカザフ語でҚазақстан Республикасы（Qazaqstan Respublikasy、カザクスタン・リスプブリカスィ）、ロシア語でРеспублика Казахстан（Respublika Kazakhstan、レスプーブリカ・カザフスタン）。通称はカザフ語でҚазақстан（Qazaqstan、カザクスタン）、ロシア語でКазахстан（Kazakhstan、カザフスタン）。
公式の英語表記は、Republic of Kazakhstan、通称Kazakhstan。
日本語表記はカザフスタン共和国で、通称カザフスタン。漢字表記は哈薩克斯坦。
国名は、カザフ人の自称民族名 Қазақ（Qazaq; カザク）と、ペルシア語で「～の国、～の多いところ」を意味する -stān/-estān; スタンの合成語である。「スタン」に関しては、モンゴル語の「部族」を意味する「ястан （ヤスタン）」に由来するという意見もある。カザクは、テュルク語で「独立不羈の者」「放浪の民」を意味する。
2014年2月6日、カザフスタンの大統領ヌルスルタン・ナザルバエフ（当時）は、周辺の同じく「スタン」を国名に持つ旧ソ連諸国との差別化により、国際的な認知度をアップさせるため、国名を変更する考えとともに新たな国名の候補として「カザフエリ（カザフ語でカザフ人の土地を意味する）」を挙げたと報じられたが、6月にはエルラン・イドリソフ外相がそのような動きを否定している。

## 歴史

### イッセドネス人、アリマスポイ人
古代ギリシアのヘロドトスやアリステアスらによる歴史書では、伝承ではあるものの、カザフ草原にイッセドネス人やアリマスポイ人（一眼族）といった諸族がいたことを記録している。イッセドネス人は故人の肉を食す民族であり、アリマスポイ人は一つ目の民族であるという。アリマスポイ人は絶えず近隣の民族を攻撃しており、そのため西隣のイッセドネス人は西へ移動し、その西にいたスキュタイ人は西へ移動し、さらに西（南ロシア草原）にいたキンメリア人を追い出すこととなった。

### スキュタイ、マッサゲタイ
ヘロドトスの著書『歴史』によれば、元々はアジアの遊牧民であったスキュタイがマッサゲタイに追われてアラクセス河を渡河し、当時のキンメリア地方（現在の南ウクライナ）に移ったという。アケメネス朝のキュロス2世がヤクサルテス川を越えて中央アジア征服に及んだ際、マッサゲタイの女王トミュリスに殺され、征服は失敗に終わったとされているが、この記述はキュロス2世の死後から大分経ってから書かれた記録であること、トリュミスの名がここでしか書かれてないことから反ペルシアであるヘロドトスの創作の可能性の方が高い（古代ギリシアはペルシア戦争でアケメネス朝の侵略を受けた）。

### サカイ、ソグディアノイ
古代ローマの地理書にはサカイ、ソグディアノイといった民族が記されている。サカイはスキュタイと同じ遊牧民族であり、ペルシアの史料ではサカと呼ばれ、アケメネス朝の属民であった。アレクサンドロス大王の侵入時もその存在が確認でき、ヤクサルテス川（シル・ダリヤ）を挟んで対峙した。ソグディアノイはのちにシルクロード交易の担い手となるソグド人として有名であるが、このころはアケメネス朝やアレクサンドロスの属民として歴史に登場する。

### 康居、奄蔡
紀元前2世紀から4世紀にわたり、中国の歴史書には康居や奄蔡といった遊牧民族が記されている。康居は当初、東の匈奴、南の大月氏といった強国に臣従していたが、1世紀になると、栗弋国、厳国、阿蘭聊国といった諸国を支配下に入れるほど強盛する。奄蔡は西方史料のいうアオルソイに比定されたり、のちに阿蘭と改名したことからアランに比定されたりするが、記録が少なく、康居と同族であること以外わかっていない。

### 悦般、エフタル
悦般はモンゴル高原から追われた北匈奴が行き着いた地で建てた国であり、その場所は康居の北にあったとされる。言語・習俗は高車と同じであり、周辺民族の中でも清潔であったという。
この悦般がのちのエフタルであるとする説もある。エフタルはその出自が不明で、アルタイ山脈から南下してきたとも、バダフシャンにいたとも言われている。エフタルはインドではフーナ（hūna）と呼ばれ、ペルシアではヘプタル（heptal）、中国では嚈噠・挹怛とも呼ばれ、中央アジアにあってその周辺国に侵入し、戦争を行った。

### 西突厥
6世紀、エフタルの国家は突厥とサーサーン朝の挟撃に遭って滅ぼされ、中央アジア全土は突厥の領土となった。突厥は582年に東西に分離し、カザフ草原は西突厥が支配することとなる。西突厥は内紛が相次ぎ、一時は唐の支配下に入ってともにアラブ・イスラーム勢力と戦うも、741年には王族である阿史那氏が滅び、その帝国はそれぞれの部族に分散してしまう。9世紀から12世紀にかけては西突厥の構成民族であった突騎施（テュルギシュ）、カルルク、オグズ、キマク、キプチャク、カンクリ、ハザール、ペチェネグなどが割拠した。

### カラハン朝、カラ・キタイ
カラハン朝はテュルク系初のイスラーム王朝であり、その母体はウイグルともカルルクとも言われている。東西の文化が融合したことで文化面では大いに発展し、「カラハン朝トルコ語」と呼ばれるアラビア文字を使って記されるテュルク語の文語が生まれた。ユースフ・ハーッス・ハージブの韻文作品『クタドゥグ・ビリグ（幸福になるための智恵）』や、マフムード・アル・カーシュガリーのテュルク諸語の語彙を集めた辞典『ディーワーン・ルガート・アッ＝トゥルク（テュルク諸語集成）』が登場し、テュルク・イスラム文化の先駆けとなった。カラハン朝は1041年に東西に分裂し、12世紀初頭には耶律大石率いる契丹軍によって征服され、カラ・キタイ（西遼）の属国となった。

### モンゴル帝国
カザフ草原の西の大部分はテュルク系のキプチャクの領土であり、東の大部分はカラ・キタイの領土であった。カラ・キタイは1211年にナイマンのクチュルクによって乗っ取られるが、まもなく東の遊牧民族を統一したチンギス・カンのモンゴル帝国軍によって征服され、1237年にはキプチャクもバトゥ率いるモンゴル軍によって征服される。
モンゴル帝国第2代皇帝オゴデイが没すると、1242年にバトゥはヴォルガ川下流のサライに都を置いて、 キプチャク草原を中心とする自立政権ジョチ・ウルスを築いた。ジョチ・ウルスは内部では「右翼＝バトゥ・ウルス＝白帳ハン国」と「左翼＝オルダ・ウルス＝青帳ハン国」に分かれており、オルダ・ウルスはイルティシュ川上流域〜シル川下流域という後のカザフスタンに近い領域を支配していた。

### カザフ・ハン国

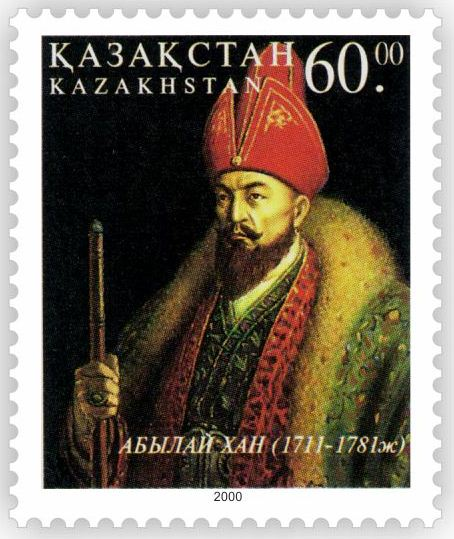
アブライ・ハーンの切手
（カザフスタン、2001年、Michel 317）

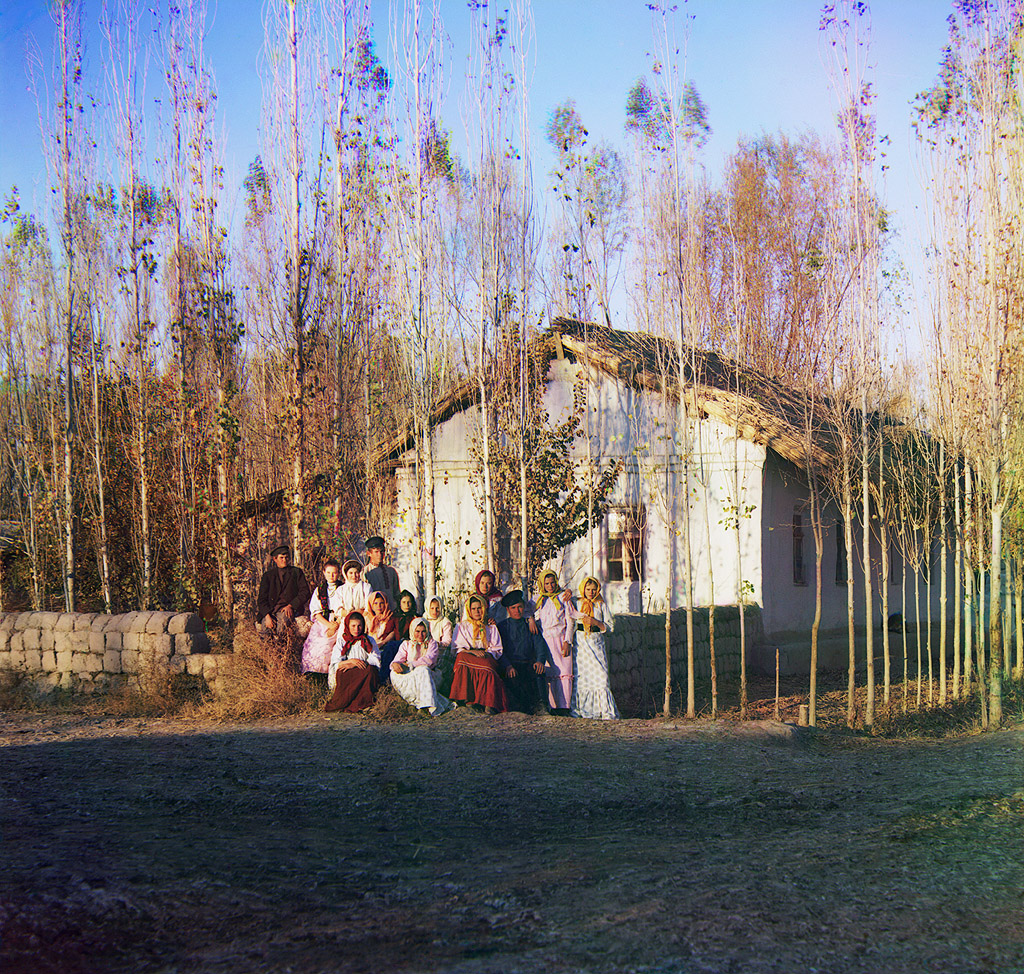
ペトロパブル近郊のロシア人入植者

15世紀末、ジョチ・ウルスの東部（現在のカザフ草原）において、ウズベクと呼ばれる遊牧集団からアブルハイル・ハンが頭角を現し、ウズベク・ハン国を建国させる。一方でケレイとジャニベクの2人によって率いられた青帳ハン国の残党（＝後のカザフ）がウズベク・ハン国より分離する。アブルハイル・ハンの死後、カザフの集団は分裂状態に陥ったウズベクの集団を吸収し、カザフ・ハン国を形成、アブルハイル・ハンの孫にあたるムハンマド・シャイバーニー・ハンによって率いられたシャイバーニー朝と対立する。カザフ・ハン国はカーシム・ハン（在位：1511年 - 1518年）の時代に強盛となり、対外戦争を行い、周辺国から恐れられた。
18世紀になると、カザフ・ハン国は政治的統一を失い、東部の大ジュズ（Ұлы жүз）、中部の中ジュズ（Орта жүз）、西部の小ジュズ（Кіші жүз）という3つの部族連合体に分かれて草原に居住するようになる。
18世紀初頭、ジュンガルが襲来したため（アクタバン・シュブルンドゥ）、1730年代から1740年代に小ジュズと中ジュズはロシア帝国に服属を表明し、その傘下に入った。1820年代になると、カザフのハンは権威を喪失しており、ロシア帝国による直接統治を受け入れていた。同じころ、残る大ジュズもロシア帝国の統治を受け入れる。こうしてロシア帝国に組み込まれたカザフ草原は、アクモリンスク州、セミパラチンスク州、セミレチエ州、ウラリスク州、トルガイ州、シルダリア州の6州に区分され、その東半分は1891年にステップ総督府の管轄下に置かれた（セミレチエ州は1897年にトルキスタン総督府へ移管）。

### カザフ・ソビエト社会主義共和国
ロシア革命では、北部は白軍の支配下に入りアラシュ自治国（1917年 - 1920年）、1920年に南部は赤軍の支配下に入りソビエト連邦の構成下においてキルギス自治ソビエト社会主義共和国が誕生（首都はオレンブルク）、1925年にはカザフ自治ソビエト社会主義共和国（1925年 - 1936年）が樹立された（1929年に首都がアルマトイになる）。
1936年12月5日、ソ連崩壊まで続く連邦構成共和国であるカザフ・ソビエト社会主義共和国に昇格した。第二次世界大戦後、領内にはセミパラチンスク核実験場と、ソビエト連邦の宇宙開発の中心となるバイコヌール宇宙基地が作られた。

### カザフスタン共和国
ソビエト連邦崩壊直前の1991年12月16日、「カザフスタン共和国」として独立し、1991年12月21日に独立国家共同体（CIS）に加盟した。
2006年2月、野党「アク・ジョル」の共同議長アルティンベク・サルセンバエフは運転手とともに、アルマトイで射殺体で発見された。カザフスタン国家保安委員会の5人のメンバーが、サルセンバエフの殺害に関わっているとして逮捕された。バウルツァン・ムハメドツァノフ内務大臣によると、犯人は1人あたり2万5,000ドルを受け取っているという。警察官1人も殺人に関わったとして逮捕されている。カザフスタンでは、反対派のアルマトイ前市長のザマンベック・ヌルカディロフも射殺体で発見されている。
2007年8月18日の議会選挙では、与党「ヌル・オタン」が比例代表制による全98議席を獲得、その他9議席を大統領の諮問機関であるカザフスタン民族会議が指名するため、与党が107議席を全て独占することとなった。5月には憲法改正が行われており、改正によって初代大統領ヌルスルタン・ナザルバエフに限り、3選禁止の規定が除外された。
2019年3月、ナザルバエフは5期目（2015年〜2020年）途中で辞任を表明し、元老院（上院）議長のカシムジョマルト・トカエフが第2代大統領に就任した。
2022年1月、燃料価格が2倍に値上がりしたことに抗議する住民らの反政府デモが国内各地の都市で発生して多数の死傷者を出し、デモの沈静化策として国家安全保障会議議長として強大な権力を握っていたナザルバエフが解任され、30年あまりにもわたって続いたナザルバエフ体制は完全に終焉を迎えた。

## 政治

### 行政

#### 大統領
カザフスタンの国家元首は直接選挙により選出される大統領であり、任期は5年となっている。
大統領は政府を組閣し、閣僚、最高裁判所長、検事総長、国立銀行総裁を任免、国民投票を実施し、非常事態を導入する権限を有する。1992年5月から大統領がカザフスタン共和国軍最高司令官を務め、同年7月からは国家保安委員会が直属している。
現在の大統領はカシムジョマルト・トカエフ。
ソ連解体時にカザフ・ソビエト社会主義共和国共産党第一書記・同共和国大統領（それぞれ1989年、1991年に就任）からそのまま1991年12月にカザフスタン共和国大統領に就任したヌルスルタン・ナザルバエフが、独立以来2019年まで一貫して大統領の地位にあり、強力な指導力を発揮した。1995年4月に大統領の任期を延長し、2000年12月までとしたが、同年8月には新憲法草案が国民投票にかけられ、圧倒的賛成で可決された。この1995年憲法はカザフスタンを大統領制国家であると規定し、大統領に大幅な権限を与えた。そして、最高評議会を廃止して二院制議会を新設し、1995年12月に議会選挙を実施したが、反対派はほとんどボイコットした。2019年3月19日、ナザルバエフは電撃辞任を表明し、翌20日に正式に退いた。
2022年、憲法が改正され初代大統領に関する条文が削除された。

#### 首相
首相は、議会の同意により大統領が任命する。閣僚は、首相の提案により大統領が任命する。また政府は、大統領の任期満了とともに総辞職し、新大統領により組閣される。2025年1月現在の首相はオルジャス・ベクテノフ。
閣僚の70パーセントは、人口の約65パーセントを占めるカザフ人である。

### 立法
立法府は、下院（マジリス）と上院（セナト）の二院制である。下院は定数98。2022年の憲法改正により、選挙制度が比例代表制から小選挙区比例代表並立制に変更された。
上院は定数47。各州、旧首都、首都の地方議会から2名ずつ選出され、15名は大統領が個人的に任命する。1995年3月には、民族間関係を調整するカザフスタン民族会議が設置されている。また、上院の任期が6年に、下院の任期が5年に延長された。
1993年12月、一院制立法府の最高会議は解散させられ、1995年3月、憲法裁判所は1994年3月実施の選挙が違憲であったとの決定を下した。その後は議会不在のままである。
建国以来、アマナト（未来への信託）が単独過半数を占めており、事実上の一党体制である。

#### 主要政党
- 与党：アマナト（未来への信託）
- 野党：アウル（村）、共和国党、アク・ジョル（明るい道）、カザフスタン人民党、全国社会民主党

## 国際関係

### 全般
隣国であり、旧ソ連の中心であったロシア連邦とともにユーラシア連合を提唱し、ロシアと経済統合を進めてユーラシア経済連合を設立するなど政治・経済両面で密接な関係を持つ。一方、ロシア語で使われるキリル文字の廃止（後述）を進めるなど、過度のロシア依存は避けている。2022年カザフスタン反政府デモ鎮圧ではロシア連邦軍を主体とする集団安全保障条約機構（CSTO）の派兵を得たにもかかわらず、2022年ロシアのウクライナ侵攻ではロシア側での参戦を拒否し、同年8月にはアメリカ軍と2004年から実施している共同軍事演習「地域協力2022」に開催地のタジキスタンのほかキルギス、ウズベキスタン、パキスタン、モンゴル国とともに参加した。
ロシア、中華人民共和国、他の中央アジア諸国とともに上海協力機構（SCO）の創設メンバーであり、またトルコ共和国などを含むテュルク評議会のメンバーでもある。欧米諸国や、日本を含むアジア諸国とも良好な関係を築いている。アジア相互協力信頼醸成措置会議と中央アジア諸国連合を提唱、さらに2010年の欧州安全保障協力機構の議長国に選出されているなど、積極的に国際機構への参加を図っている。
トルコを含むイスラム諸国とロシアのいずれとも緊密な関係にあることから、首都アスタナ(旧ヌルスルタン) はシリア内戦の停戦・和平に関する協議の場となっている。

### 核不拡散への協力
ソ連崩壊後、カザフスタンは核兵器を放棄した（2006年に中央アジア非核兵器地帯条約を締結）。セミパラチンスク核実験場も閉鎖したが、ソ連時代の地上核実験による放射能汚染や健康被害の問題は依然として残っている。
一方でカザフスタンは核燃料であるウランの大産出国でもあるため、核兵器開発につながる技術や核テロリズムに使われかねない核物質の拡散防止に積極的である。2017年8月、国際原子力機関（IAEA）は、新興国に原子力発電所用の低濃縮ウランを供給し、ウラン濃縮技術の拡散を防ぐ「核燃料バンク」をカザフスタン東部に開設した。

### 対日関係
第二次世界大戦後、シベリア抑留の対象となった日本人捕虜の一部が、各都市に設けられた収容地区（ラーゲリ）へ移送・収容された。収容地区（本部所在地）は、第29収容地区（バフタコール）、第37収容地区（バルハシ）、第39収容地区（ジェスカズガン）、第40収容地区（アルタ・アタ）、第45収容地区（ウスチ・カメノゴルスク）、第99収容地区（カラガンダ）、第330収容地区（アクモリンスク）、第347収容地区（レニナゴルスク）、第348収容地区（テゥルケスタン）、第1054収容地区（コクチェタフ）。
日本国政府は1991年12月28日付で国家承認した。日本とは互いに大使館を置き（在カザフスタン日本国大使館および駐日カザフスタン大使館）、2006年8月には小泉純一郎首相が、2015年10月には安倍晋三首相が訪問した。
1998年、カザフスタン政府によって実施された新首都アスタナの設計についての国際指名コンペにおいて、日本の建築家黒川紀章案が1位に選ばれ、その都市計画案に基づき開発が続けられている。

### 駐日カザフスタン大使館
- 住所：東京都港区麻布台一丁目8-14
- アクセス：東京メトロ日比谷線神谷町駅2番出口、または東京メトロ南北線六本木一丁目駅2番出口

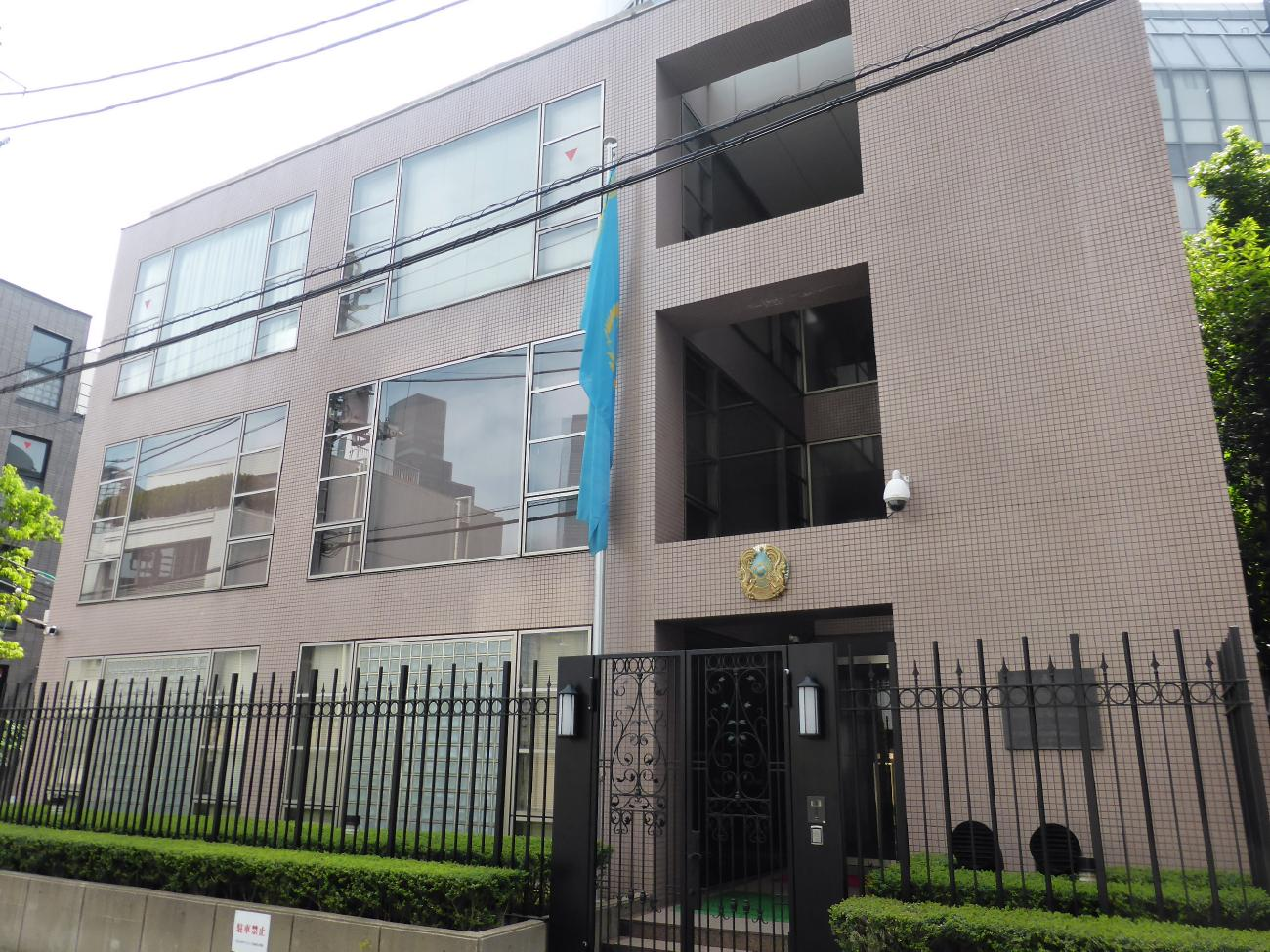
カザフスタン大使館全景
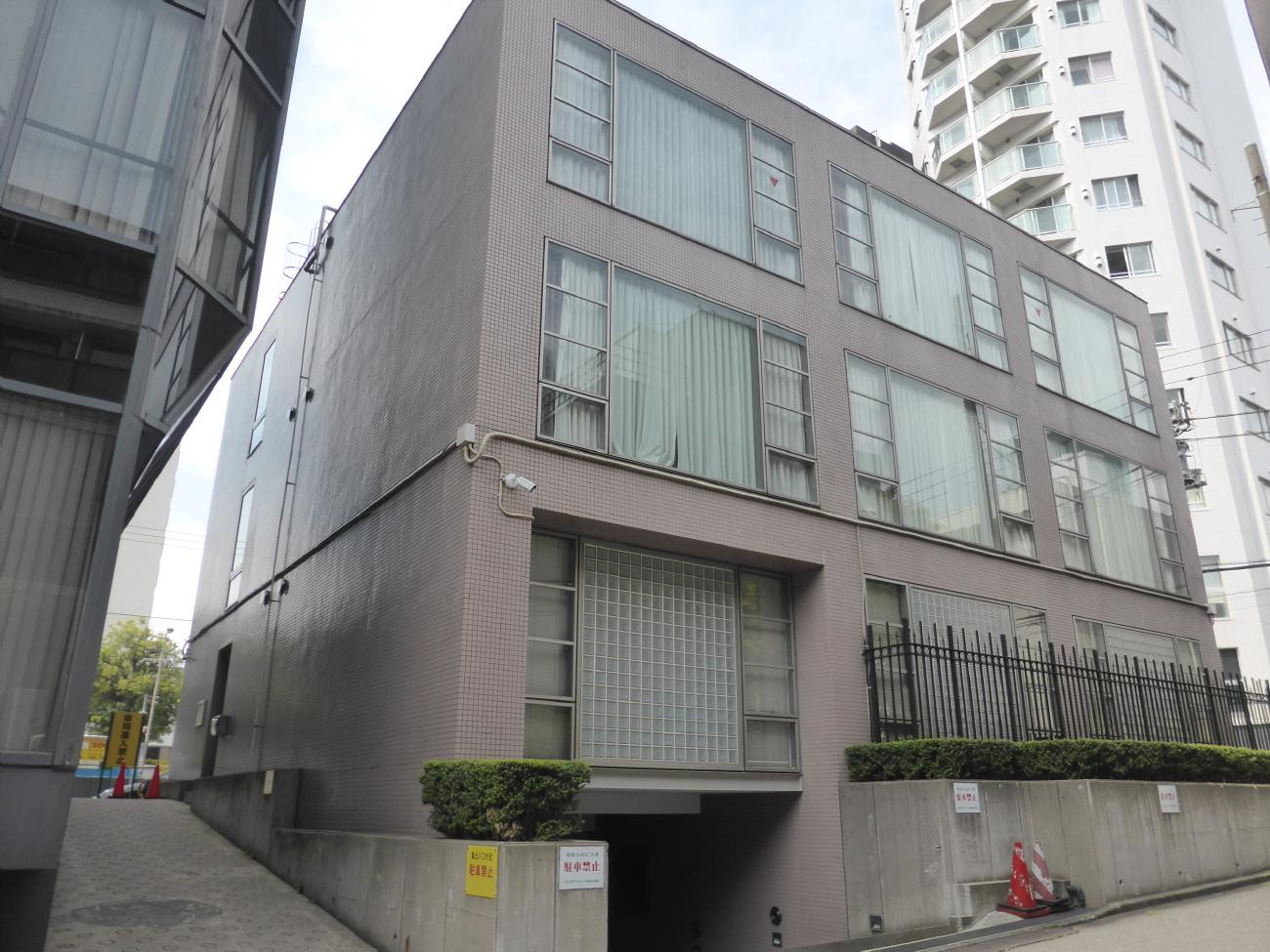
大使館側面にある車庫

## 軍事

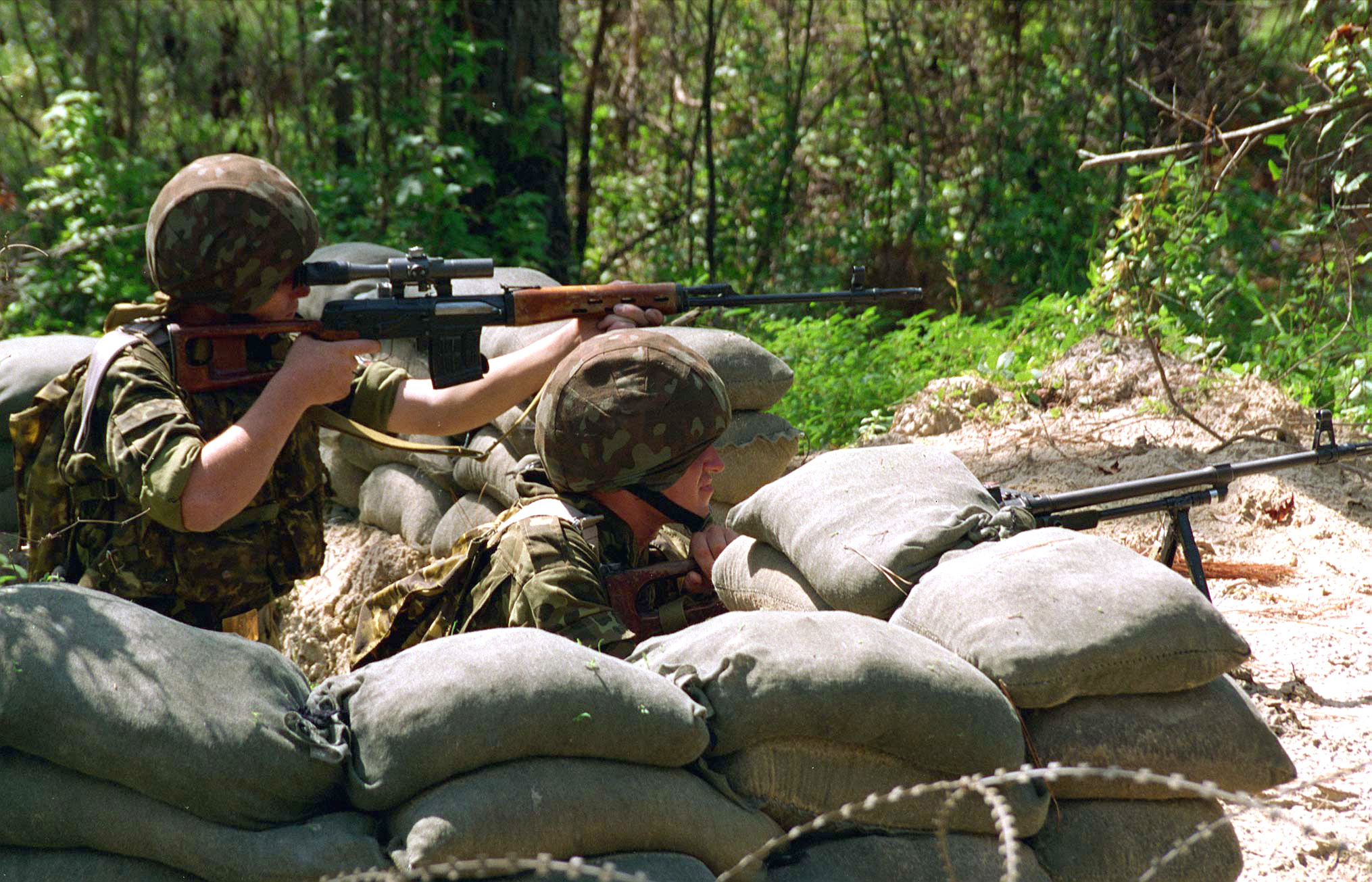
カザフスタン共和国軍の兵士

カザフスタンは、旧ソ連軍中央アジア軍管区の部隊を継承した。
現在のカザフスタン共和国軍は、陸軍、空軍、カスピ海で活動する海軍の3軍種からなる。大統領は3軍の最高司令官であり、空中機動部隊および空挺部隊、ならびに大統領親衛隊を直轄する。軍政単位としては、南部・西部・東部および中央の4個軍管区が設置されている。一般任務軍は、2個軍、2個師団、5個旅団からなり、4万6,800人が所属する。防空軍は1万9,000人。
また、これらとは別枠の準軍事組織として、国家保安委員会隷下の国境警備軍と、内務省隷下の国家警備軍が設けられている。
徴兵制度が存在し、兵役の義務は18歳からの2年間とされている。

### 情報機関
国家保安委員会が国内随一の情報機関となっている。

## 地理

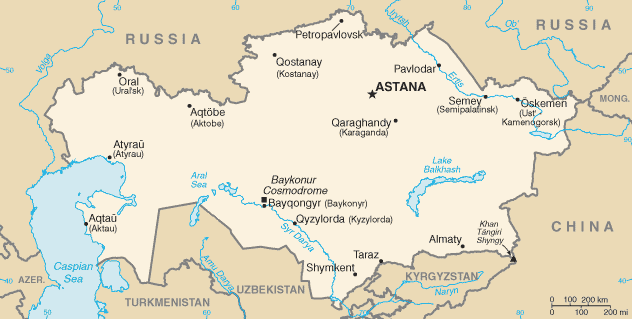
カザフスタンの地図

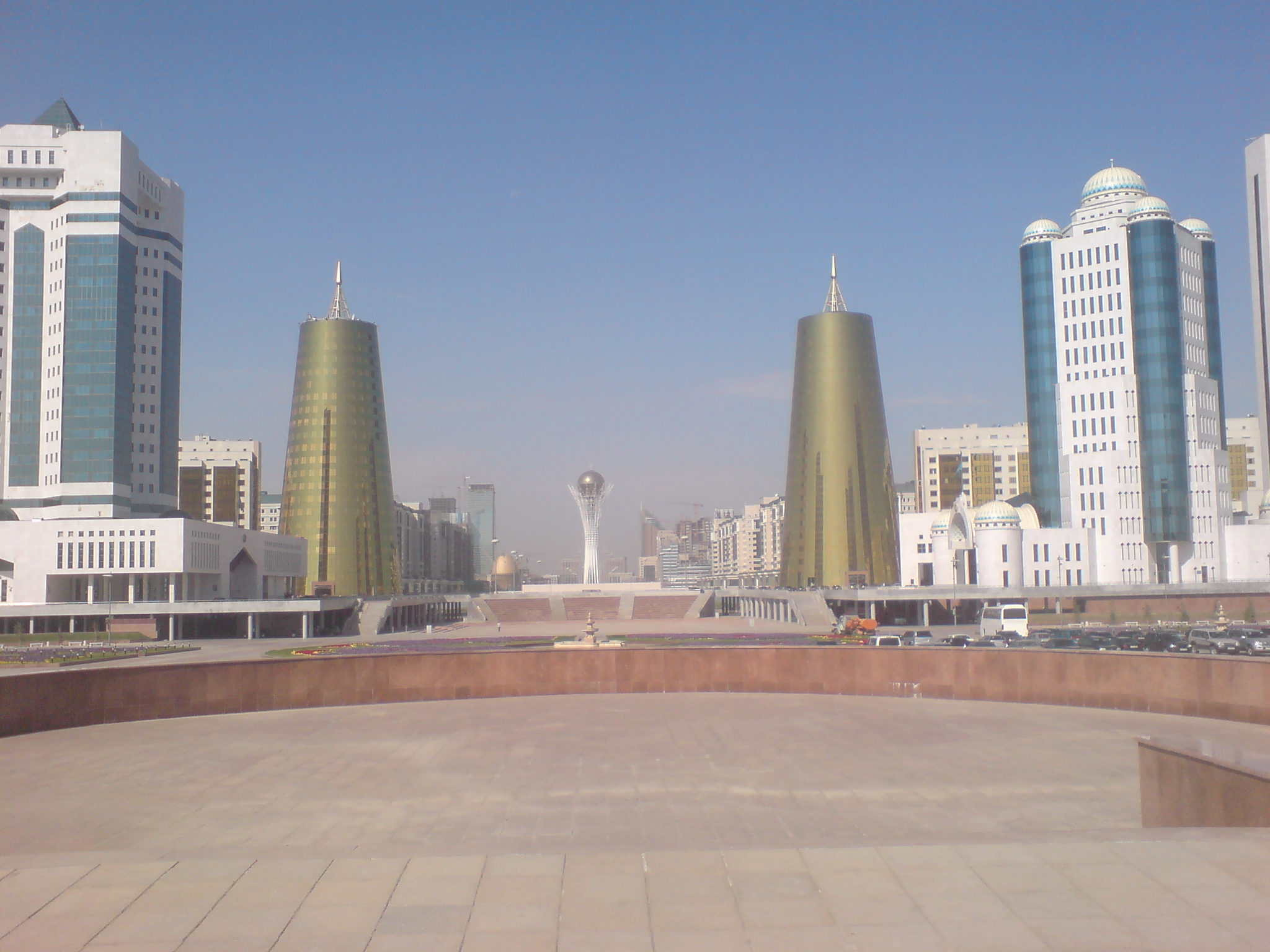
首都アスタナ（旧ヌルスルタン）

カザフスタンはユーラシア大陸の中心に位置しており、世界第9位の 2,725,000 km2の広大な国土面積（アジアでは中国、インドに次いで第3位）を有し、同時に世界最大の内陸国でもある。ただし、国土の大部分はサルイイシコトラウ砂漠やキジルクム砂漠などの砂漠や乾燥したステップ地帯で占められている。地形は大きく3つに分類されており、中国国境やアルタイ山脈を含むカザフ高原、中部のカザフステップ、西部のカスピ海沿岸低地である。西部低地はウラル山脈より西側でヨーロッパに属する。国の南部は東西にわたり砂漠が発達し、アラル海の縮小に表されるように過剰な灌漑が重要な課題である。アラル海東方にはロシアが租借するバイコヌール宇宙基地がある。カスピ海にはマンギスタウ半島が突き出しており（マンギスタウ州）、アクタウは唯一の不凍港を擁する。
湖
マルカコル湖
ザイサン湖
バルハシ湖
テンギス湖
アラル海
カスピ海
川
シルダリヤ川
イルティシ川
ウラル川
エンバ川

## 地方行政区画

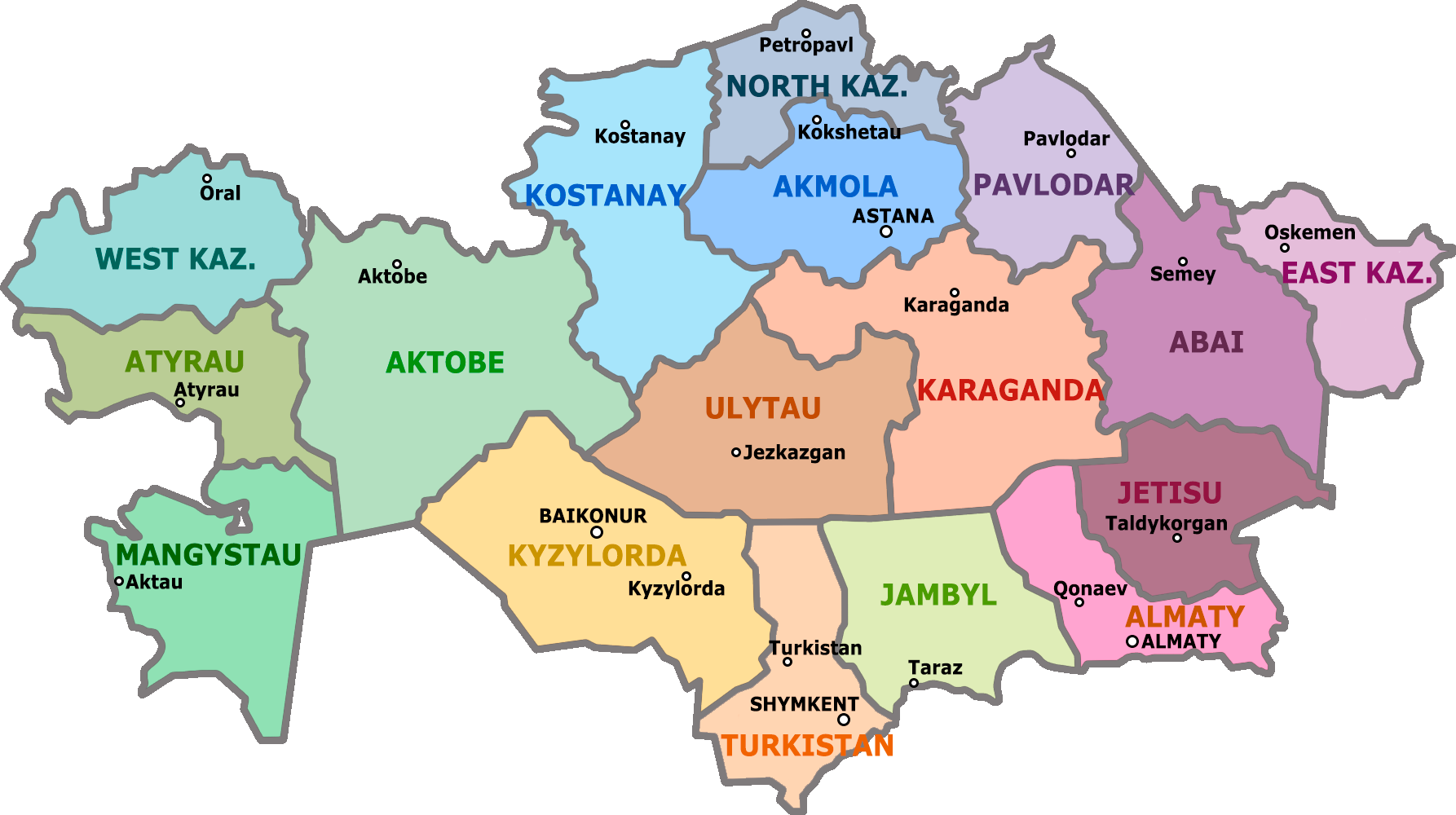
カザフスタンの行政区画

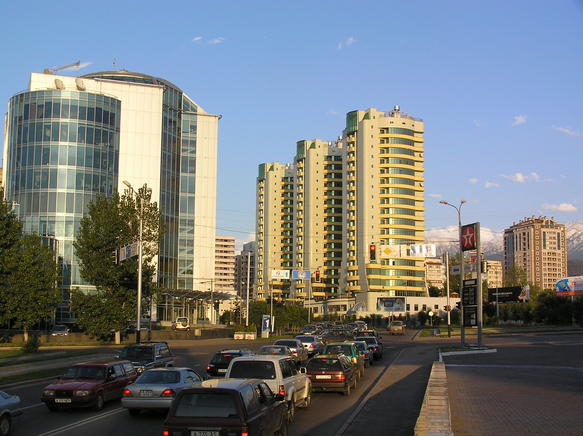
中央アジア最高レベルの世界都市であるアルマトイ

カザフスタンは以下の17州（Oblys）に区分されている。
州
北カザフスタン州
アクモラ州
パブロダール州
コスタナイ州
カラガンダ州
東カザフスタン州
アルマトイ州
ジャンブール州
テュルキスタン州（旧称南カザフスタン州）
クズロルダ州
アクトベ州（アクチュビンスク）
西カザフスタン州
アティラウ州
マンギスタウ州
アバイ州
ジェティス州
ウルタウ州
政令指定地区
アスタナ - 首都
アルマトイ - 最大の都市
シムケント
バイコヌール（ロシア租借地）

### ロシア租借地
政令指定地区バイコヌールは、ロシア連邦がカザフスタンより年間1億1,500万USドルの契約で町全体を租借し、事実上の行政区として扱っている。これは、同市にある、ソ連時代の1955年に建設されたバイコヌール宇宙基地がロシアにとって今なお重要な宇宙開発施設であることに起因する。このためバイコヌールの行政権はロシアが握っており、たとえば市長は、ロシア連邦大統領が推薦し、カザフスタン大統領が承認することで任命される。また、ロシアの法律が適用され、通貨もカザフスタンのテンゲではなくロシア・ルーブルが流通している。この租借契約は1994年に合意され、2050年まで続く見込みである。

## 経済
国際通貨基金（IMF）の統計によると、2023年のカザフスタンの国内総生産（GDP）は2,593億ドル、1人あたりのGDPは推計12,968ドルであり、独立直後の経済状況（一人あたりGDP[1992年]：169ドル）に比べ、著しい飛躍を遂げている。旧ソ連崩壊後の厳しい経済状況の中、民営化を中心とする経済改革を推進し、米国企業が参加するテンギス油田開発の始動などにより、1996年には独立以来初めてプラス成長を記録した。1998年には農業・重工業の低迷およびロシアの金融危機によりマイナス成長（前年比マイナス2.5パーセント）に転じたものの、1999年以降は再びプラス成長に転じ、世界的な石油価格の上昇を追い風に、2000年以降年平均10パーセントという好調な経済成長を維持した。ただし、2007年以降は金融危機による世界的な景気後退とともに経済成長率は鈍化し、近年は5パーセント前後の成長率で推移している。
この経済成長は、鉱物資源の輸出によるものであり、天然資源依存型である。また、1人あたりGDPが1万ドル以上になり（2008年ごろ）、マレーシアに並ぶ中進国となっている。但し、2014年ごろに原油価格とロシア通貨ルーブルの下落の影響を受け、2015年8月、為替相場を管理フロート制から変動相場制へ移行すると発表し、その後の1年間で、テンゲの対米ドル為替相場は4割も下落している。こうしたテンゲの為替相場急落の影響でインフレ率が急上昇し、これによる実質所得大幅減少のため、個人消費が落ち込んでしまい、景気は大きく失速し、2016年の1人あたりのGDPは推定1万ドルを割っていた。2017年時点で推計8,762ドルとなり、中国とほぼ同等となっていた。
なお、カザフスタンは2015年11月30日付で世界貿易機関（WTO）に加盟しており、加盟国としては162番目と比較的遅めの立場となっている。一方で中央アジア地域経済協力機構（CAREC）の加盟国の一つともなっており、ユーラシア経済連合の創設に携わった国の一つともなっている。

### 資源・エネルギー

#### 石油・天然ガス

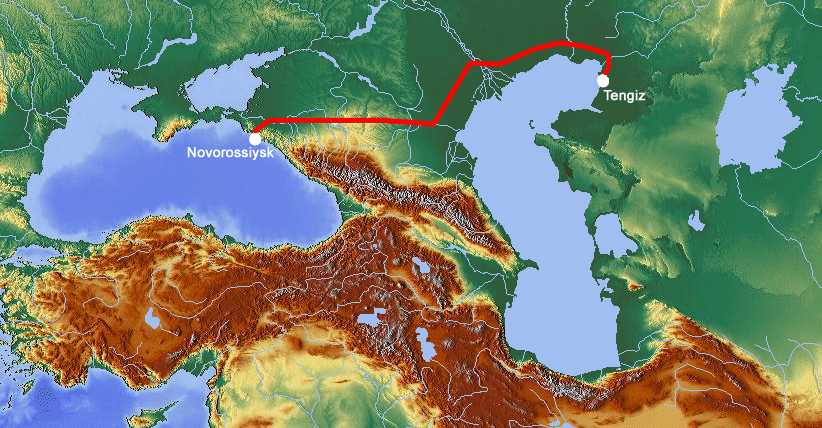
カスピ海パイプライン
（テンギス油田 - ノヴォロシースク間）

国営企業カズムナイガスが中心となって、豊富な石油・天然ガス資源を開発・輸出している。2016年11月、新たにカスピ海のカシャガン油田が商業生産を開始した。
- カラチャガナク油ガス田
- カスピ海パイプライン・コンソーシアム（英語版）
- カザフスタン＝中国石油パイプライン

#### その他鉱業
カザフスタンは石油、天然ガス、石炭、ウラン、銅、鉛、亜鉛などに恵まれた資源大国である。金属鉱業はカザフスタンにおける重要な経済部門の一つであり、GDPの約1割（石油・ガスは3割弱）を占め、石油・ガスを含む天然資源は、工業生産・輸出・国家歳入の約6割を支えている。その埋蔵量は、アメリカ地質調査所（USGS）によるとウランが世界の18パーセント、クロムが同10パーセント、マンガンが同5パーセント、銅が同5パーセント、銀が同5パーセント、鉛が同9パーセント、亜鉛が同8パーセントであり、さらなる開発ポテンシャルを有している。ウランは恒常的に生産量が増加しており、特に世界金融危機を経てからは伸びが著しく、2010年の間には1万7,803tU（金属ウラン重量トン）を産出して以降、カザフスタンはウラン生産で世界第1位（1997年は13位）となった。今後、炭化水素・クロム・鉄は50 - 80年、ウラン・石炭・マンガンは100年以上の生産が可能であると言われている。一方、輸出の主要部分を占める非鉄金属および貴金属鉱山の開発・生産は12 - 15年程度で枯渇する可能性が指摘されている。
カザフスタンは資源に恵まれている一方、品位の低さなどから開発に至った鉱山は確認埋蔵量の35パーセントにすぎず、10種の鉱物（ダイヤモンド、錫、タングステン、タンタル、ニオブ、ニッケル、ボロン、マグネサイト、マグネシウム塩、カリウム塩）はいまだ開発されていない。鉱床探査の不足により、近年は埋蔵量減少分が補填されず、質・量ともに低下していると指摘されており、地質調査部門の発展促進が課題となっている。
カザフスタンの鉱業における主要企業は、Tau-Ken Samruk（金属）、KAZ Minerals（銅、銀など）、Kazakhmys Corporatiopn（銅など）、 Kazzinc（亜鉛、銅など）、Eurasian Resources Group（旧：ENRC、クロム、鉄鉱石、アルミニウム、発電事業）、ArcelorMittal Temirtau（鉄鋼）、Kazatomprom（ウラン採掘を含む国営原子力公社）などである。
有機鉱物資源では、石炭（約10,600万トン、世界第10位、世界シェア1.4パーセント）が優位である。品質が高いため、同国で産出する鉄と組み合わせて鉄鋼を生産している。燃料に向く低品質の亜炭はほとんど採れない。原油（約8,800万トン）の産出量は世界シェア2.0パーセントに達する。天然ガスは約300億m3と多くはない。
2017年時点における金属鉱物資源の採掘量、世界ランキング、世界シェアは以下の通りである。

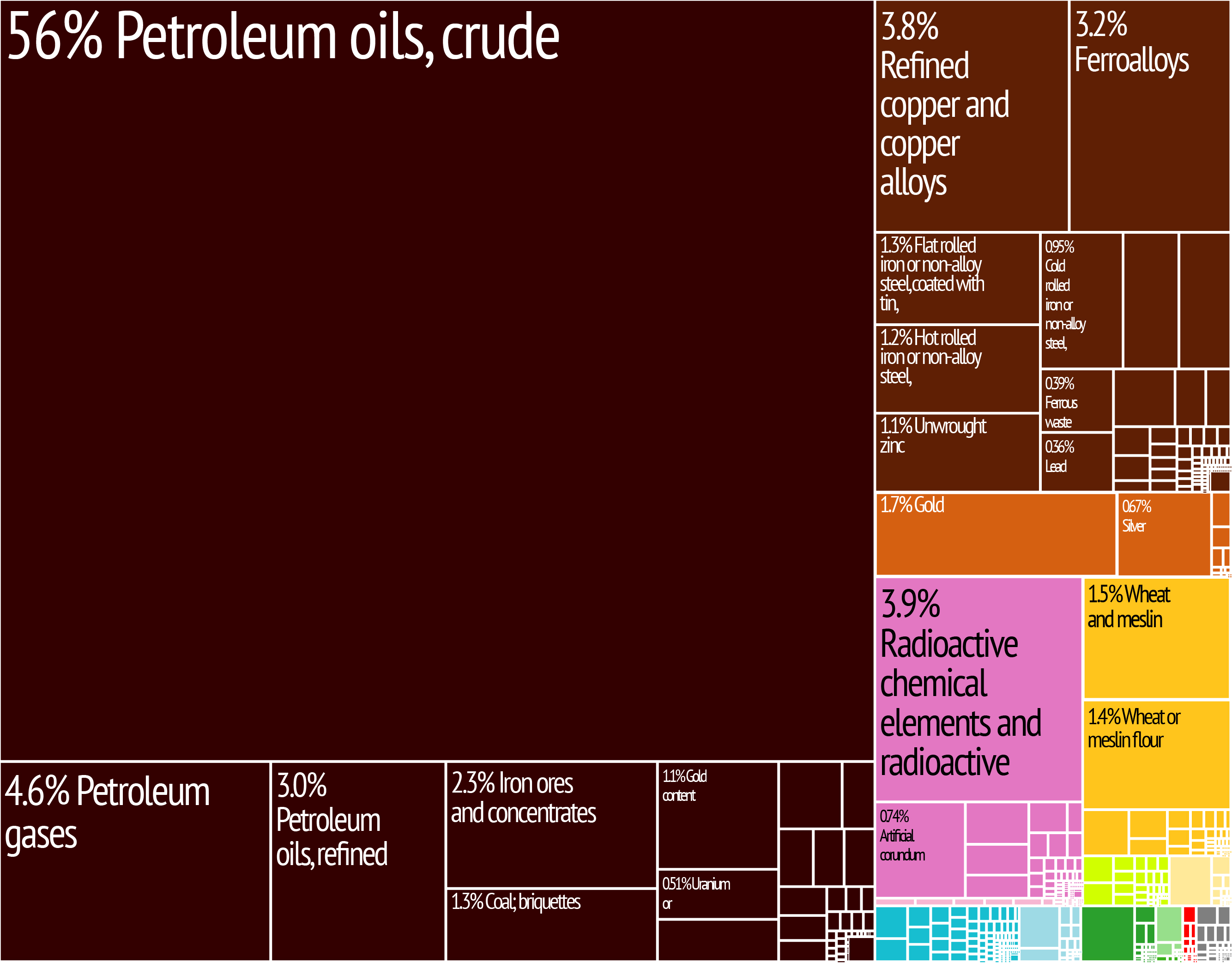
色と面積で示したカザフスタンの輸出品目

- ウラン鉱（22.2千トン、世界第1位、世界シェア39.0%）
- 銅鉱（745.1千トン、世界第9位、世界シェア3.7%）
- 鉛鉱（112.3千トン、世界第8位、世界シェア2.3%）
- 亜鉛鉱（347.0千トン、世界第9位、世界シェア2.6%）
- ボーキサイト鉱（4,843.2千トン、世界第9位、世界シェア1.6%）
- クロム鉱（6,261.5千トン、世界第2位、世界シェア18.9%）
- マンガン鉱（1,612.8千トン、世界第9位、世界シェア2.6%）
- モリブデン鉱（0.5千トン、世界第12位、世界シェア0.2%）
- 鉄鉱（18,330.9千トン、世界第12位、世界シェア0.6%）
- 金鉱（85.3トン、世界第13位、世界シェア2.6%）
- アンチモン鉱（400.0トン、世界第9位、世界シェア0.3%）
- プラチナ鉱（0.1トン、世界第9位、世界シェア0.1%）
- ビスマス鉱（50.0トン、世界第5位）
- 銀鉱（1,028.5トン、世界第10位、世界シェア4.2%）

このほか、非金属鉱物資源として、硫黄（352万トン、世界第6位、世界シェア4.4%）とリン鉱石（150万トン）を採掘している。
エキバストス第一発電所のような電力事業も鉱業の傘下である。

#### 原子力発電
原子力発電所は旧ソ連時代の1973年にカスピ海沿岸で稼働したが、老朽化などにより1999年に廃止された。前述したようにセミパラチンスクにおける旧ソ連時代の核実験による放射線被曝被害を受け、国民の間には原発にも抵抗感が強かったが、トカエフ大統領は、電力需要の増加や脱炭素のため原発復活を提唱。原発建設の是非を問う国民投票が2024年10月6日に実施され、投票率63.66％で賛成が71.12％で過半数を占めた。

### 観光産業

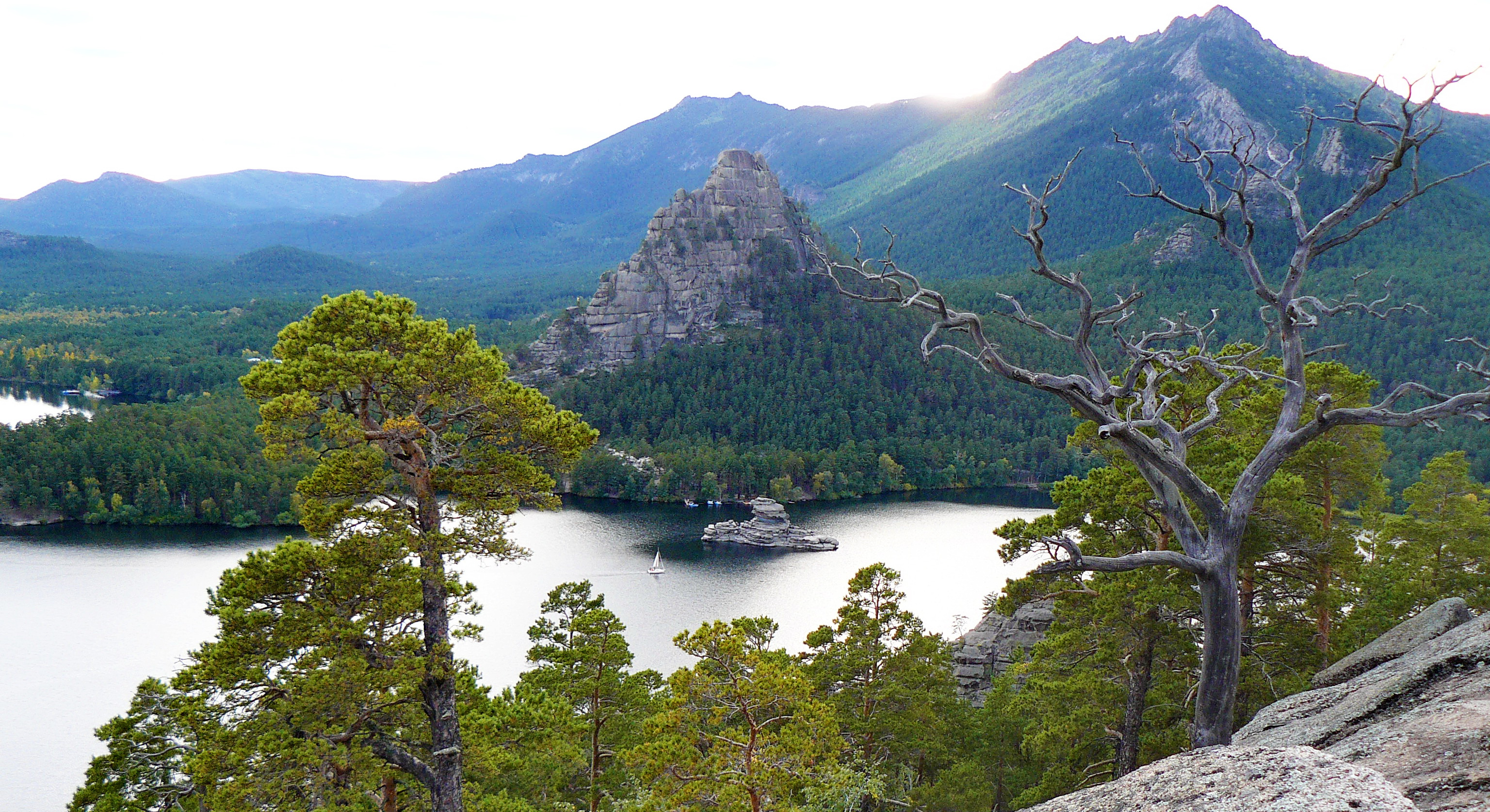
カザフスタン北部のブラバイ湖

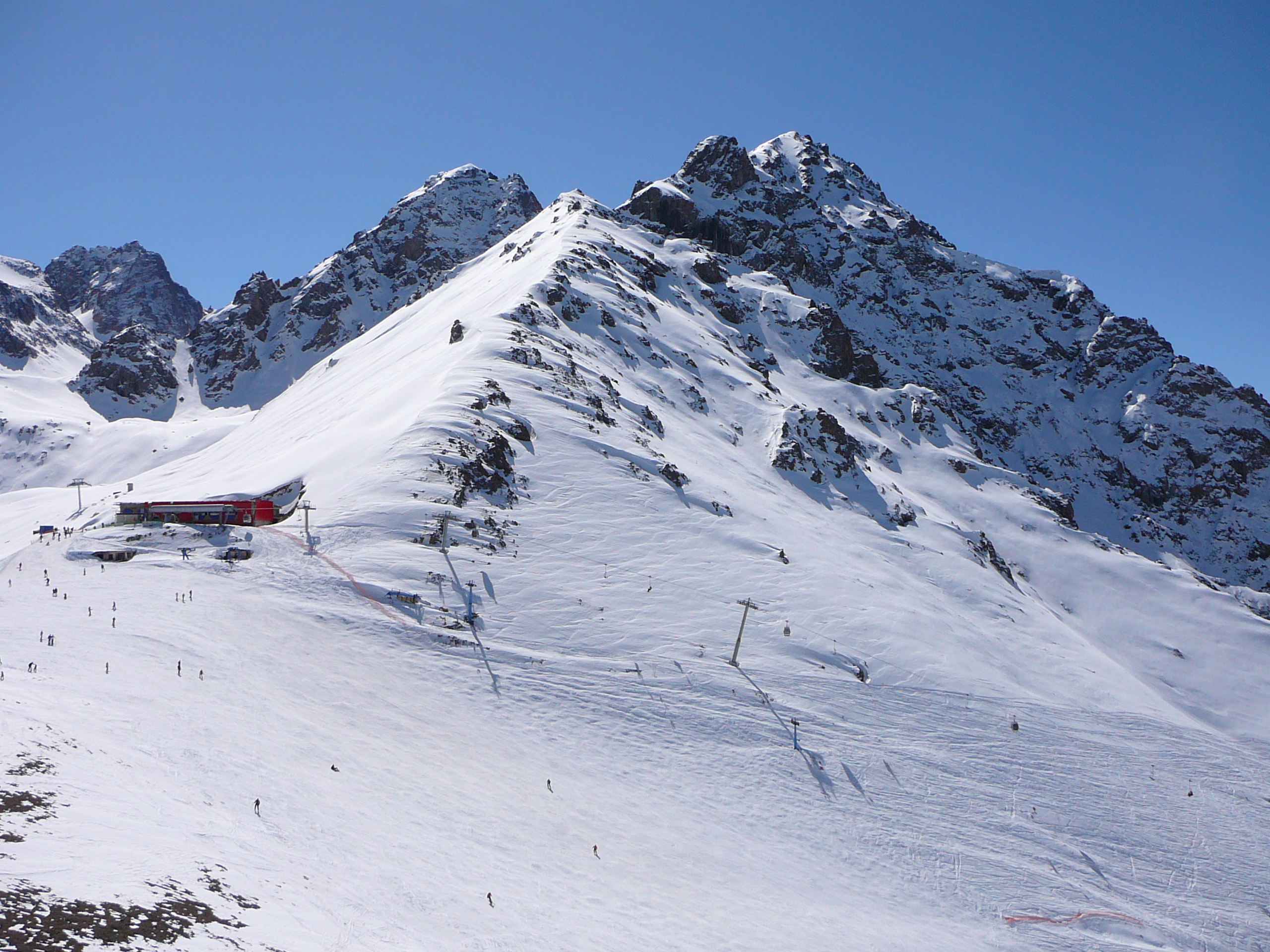
アルマトイのスキーリゾート地、シンブラク

2014年時点で、カザフスタンのGDPに占める観光業の割合は0.3パーセントである。政府は2020年までに、これを3パーセントにまで引き上げる目標を示している。世界経済フォーラムが発表した2017年版の旅行・観光競争力レポートによると、カザフスタンの旅行・観光関連のGDPは30.8億ドルで、GDP全体の1.6パーセントとなっている。
カザフスタンの観光客受け入れ数は、2017年で世界43位であった。2014年、イギリスのガーディアン紙はカザフスタンの観光業について、山々や湖、砂漠などの大自然に恵まれていながら「まだまだ未発達である」と述べ、その要因として高い物価や「貧弱なインフラ」、「不十分なサービス」、広大な国土を旅することの難しさを挙げている。カザフスタン国民でさえ、国内で一日休日を過ごすよりも外国で過ごしたほうが費用が半分であがるという。
カザフスタン政府は2015年、「観光産業開発計画2020」を発表し、アスタナ市、アルマトイ市、東カザフスタン州、南カザフスタン州、西カザフスタン州の5つを観光業の重点地区と位置づけた。2020年までに40億ドルを投資し、観光関連で30万人の新規雇用を生み出すとしている。
カザフスタンは欧州連合 (EU) や経済協力開発機構 (OECD) の加盟国をはじめとして、54か国の市民にビザを免除している。そのほか、アルメニア、アゼルバイジャン、ベラルーシ、ジョージア、モルドバ、キルギス、モンゴル、ロシア、ウクライナの市民は90日以下の滞在であれば、アルゼンチン、ブラジル、エクアドル、セルビア、大韓民国、タジキスタン、トルコ、アラブ首長国連邦 (UAE) 、ウズベキスタンの市民は30日以下の滞在であればビザなしで入国できる。

## 交通

### 鉄道
旧ソ連の一部であったカザフスタン国内の鉄道は1,520 mmと広軌であるために今でも頻繁に国際列車が運行され、ソ連時代からのエレクトリーチカや客車が各国で使用されており、旧ソ連政府の影響により電化率は高い。
カザフスタンの1,520 mmと中国の1,435 mmとの間で軌間変換をするために、カザフスタン鉄道は新型車両としてスペインのタルゴの軌間可変車両を導入した。
近年ではアクタウと、カスピ海対岸でアゼルバイジャンの鉄道と連絡する新バクー港を結ぶ鉄道連絡船経由で新ユーラシア・ランドブリッジを構成している。

## 科学技術
カザフスタンは2011年2月に科学法を採択してから、科学開発を急速に推し進めている。傍ら国際科学技術センター（ISTC）の本部がナザルバエフ大学に置かれている。
2025年日本で開催している大阪・関西万博において、ドナー臓器の保存、治療、輸送を目的とした世界最先端医療技術「ALEM」（Astana Life Ex-situ Machine）にて、臓器を体外で24時間以上、生理的条件に極めて近い環境で機能させる機械を展示した。早ければ2025年内に臨床使用を開始する。

## 国民
国土の大部分は砂漠や乾燥したステップで占められており、そのため人が住めるところは少なく、人口の大半は首都と一部の地域に偏在している。2022年の人口は1,920万人程度。

### 住民
| 民族構成（カザフスタン） | 民族構成（カザフスタン） | 民族構成（カザフスタン） | 民族構成（カザフスタン） | 民族構成（カザフスタン） |
| ------------------------ | ------------------------ | ------------------------ | ------------------------ | ------------------------ |
|                          |                          |                          |                          |                          |
| カザフ人                 | カザフ人                 |                          | 70.7%                    | 70.7%                    |
| ロシア人                 | ロシア人                 |                          | 15%                      | 15%                      |
| ウズベク人               | ウズベク人               |                          | 3%                       | 3%                       |
| ウクライナ人             | ウクライナ人             |                          | 1.9%                     | 1.9%                     |
| その他                   | その他                   |                          | 9%                       | 9%                       |

構成はカザフ人が70.7%、ロシア人が15.2%、ウズベク人が3.3%、ウクライナ人が1.9%、ウイグル人が1.5%、タタール人が1.1%、その他5.2%（2023年）となっている。
「その他」の中には朝鮮系が入っているが、彼らの多くは現時点で3、4世代目となっており、民族的教育も育まれることがないため、母語である朝鮮語を話せない場合が多い。
ソ連時代の名残りにより、国内では現在もロシア語風の姓名を用いる世帯が多い。
現在、ロシア人はロシアへの移住により減少傾向にある。以前はカザフ人よりロシア人の割合の方が高かったが、独立以降多くのロシア人が転出し、カザフ人の割合が徐々に増加し逆転した。
さらにカザフスタン政府が在外カザフ人の帰還を進めており、1991年から2014年1月1日までに94万4,500人のカザフ人が移住した。在外カザフ人は本国のカザフ人と比べ、よりカザフ文化を受け継いでいるが、それは本国はソ連時代にロシア化が進んだためである。しかし、それに反してソ連時代の名残りが根強いため、本国のカザフ人同様に人名にはロシア語風の姓名を用いる割合が非常に高いことが特徴ともなっている。

### 言語
憲法ではカザフ語が国家語、カザフ語とロシア語が公用語と定められている。カザフ語は国語とされるが、カザフスタンにおいてカザフ語を理解ができるのは全人口の83.1パーセントに過ぎない。一方、ロシア語はロシア系のみならず、ソ連時代から95パーセントの住民が使用しており、異民族間の交流語として、カザフ語と同様の地位を与えられている。とりわけ都市部においてはロシア語を母語とし、カザフ語を全く話せないカザフ人も多いなど、カザフ語よりもはるかに広く使われているのが実情である。
たとえば外国映画は、主にロシアで作られたロシア語吹き替え版が上映されている。これに対し2012年、文化法改正法が施行され、外国映画にカザフ語吹き替えが義務づけられた。カザフスタンはロシア系住民が約20パーセントと中央アジアでは最多であるにもかかわらず、この法律により、カザフスタンでロシア映画を原語で上映できなくなる可能性があった。しかし、この法律は吹き替えコストの問題で空文化し、カザフ語吹き替え映画は政府の資金援助を受けた12本ほどにとどまった。そのため2016年、カザフ語字幕でもよいと緩和した上で改めて義務づけられた。
カザフ語に関しては、同じ中央アジアの旧ソ連国家であるウズベキスタンやトルクメニスタンがウズベク語やトルクメン語に行ったような、キリル文字からラテン文字への切り替えを進めており、2021年に看板のロシア語併記義務を撤廃する法律が議会で可決された。トカエフ大統領は脱ロシア語に関しては急ぐ必要がないとブレーキをかける意向を見せている。当然ながら、カザフ語とともに公用語である国内では最も広範囲に使われているロシア語はキリル文字表記のままであり、公用語から除外されるわけでもない。
カザフスタンはヴォルガ・ドイツ人の移住・追放先の一つであったため、現在でも全人口の1.1パーセントほどにあたる18万人がドイツ語を話す。

### 婚姻
婚姻時に、婚姻前の姓を保持する（夫婦別姓）か、共通の姓（夫婦同姓）か、複合姓に改姓することから選択することが可能である。すでに複合姓である場合にさらに追加することはできない。改姓した場合、離婚時には、婚姻時の姓を保持することも元の姓に戻すことも可能である。
カザフスタン人の婚姻適齢は男女ともに18歳以上、女性に関しては妊娠や出産など正当な理由がある場合は16歳以上で婚姻可能である。人口統計資料（2018）によると平均初婚年齢は男性27歳で女性は24.3歳（2010年）となっている。
婚姻適齢の引き下げは、婚姻を締結しようとする者、その者の親、または後見人の申し立てが必要である。

### 宗教
2009年の調査では、イスラム教が70.2パーセント、キリスト教が26.2パーセント、無宗教が2.8パーセントとなっている。
なお、イスラム教徒が多数を占めるものの同国においてそのシャリーア（イスラム法による戒律）は緩く、イスラム教では本来禁忌である飲酒なども公然と行われている。

### 教育
義務教育は6歳からの8年間と定められている。国民の識字率は国民全体の99.8パーセントとなっている。
国内最大の大学はナザルバエフ大学である。なお、カザフスタンは中央アジアにおいて国立大学の数が非常に多く、国際学校も豊富に揃っていることが特徴である。

### 保健
国内における全ての専門分野の医師の数は50.6千人（国民1万人辺りにつき約33.9人）となっている。

## 社会

### 家族
カザフ人は父系の出自を大きなアイデンティティとしている。父系の氏族「ルゥ」に帰属を持ち、44の主要なルゥがある。このルゥは民族の成立以前からあるものもある。結婚後もルゥは変わることはない。ソ連時代は家父長制であると批判されたが、集団化への抗議による家畜屠殺、それに伴う膨大な餓死者（一説には220万人）も発生し集団化は見直され、ルゥを元にした組織となった。

## 治安
2022年の10万人あたりの殺人（既遂）率は、約2.63件（認知件数：511件）であった。かつてはカザフスタン共和国独立翌年の1992年から10.0件以上あったが、2000年以降は減少して2010年に10.0件、2020年以降5.0件を切っている。
強盗は、2017年で52.37件（認知件数：9,469件）であった。強盗は、2009年 - 2012年の間に急増したが、2013年以降は減少している。
窃盗（強盗・侵入盗・自動車盗は除く）は、2015年で約1,177.27件（認知件数：20万8,907件）であった。窃盗（強盗・侵入盗・自動車盗は除く）に関しては、2010年 - 2014年の間に急増し、2012年以降は高止まりしている。
2016年6月5日、アクトベ市内の銃砲店や警察施設が攻撃されるテロ事件が発生。治安部隊との間の銃撃戦で、6名が死亡、10名が負傷した。このテロ事件を受け、治安当局はアクトベ市のテロの脅威度を「赤」（3段階中最高位）に設定した。また、アクトベ市を除くカザフスタン全土を「黄」（3段階中1番目）にした。6月12日、カザフスタン当局はアクトベ市のテロの脅威レベルを「赤」から「黄」に引き下げ、カザフスタン全土がテロの脅威レベル「黄」となった。8月14日、カザフスタン国家保安委員会はテロの脅威レベル「黄」を2017年1月15日まで延長した。
一方、国内では汚職も深刻な問題として注視されている現状がある。トランスペアレンシー・インターナショナルによると、2014年末時点でのカザフスタンは汚職認識度のレベルで世界175か国中126位にランクされている.。

### 法執行機関
国内における法執行は国家警察と裁判所によって行われており、基本的な制度はソ連統治時代当時からほとんど変わらず 、国家保安委員会と内務省、検察庁によって管轄が分担・共有されている。

### 人権
人権団体はカザフスタン政府を権威主義と評し、定期的にカザフスタンの人権状況を劣悪と評している。

## マスコミ
2016年の時点で、1,364の新聞と522の雑誌を含む1,886の活字メディアが登録されている。

### メディアの検閲
インターネットは2014年時点で国民の70.8パーセントに普及している。「マスメディアに関する法律」の中で、インターネットはマスメディアと法的に定められた。
これによりフェイスブックやツイッターなどのSNS、インターネット掲示板での言動は新聞、テレビと同等のものとなった。亡命者が政権批判をするブログサイトは国内からアクセス不可であり、政府の視点とは異なるニュースチャンネルも規制がかけられている。
NGOのフリーダム・ハウスはカザフスタンを「部分的自由」と評価を下している。

## 文化

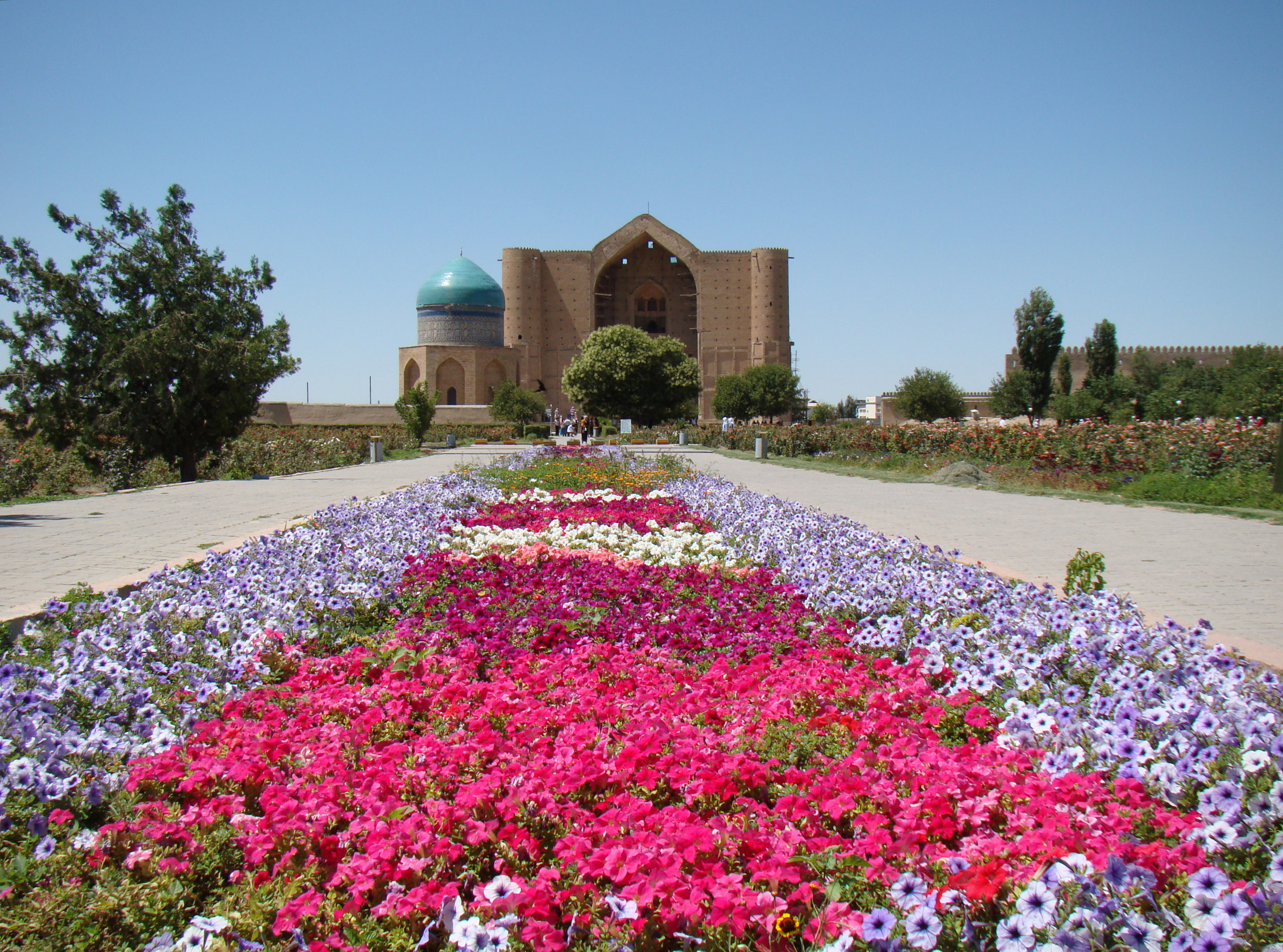
イスラム教徒の聖地の一つ、ホージャ・アフマド・ヤサヴィー廟

カザフ人は高度に発達した遊牧民としての文化があった。 8世紀、アラブ人が当時のカザフスタンにあたる地域のカザフ人と交流するようになると、この地はイスラム教の影響を受けるようになった。
現在は旧ソ連領中央アジアの中で最も文化的にヨーロッパ化された国と言える。ロシア語話者も多く、イスラム教徒であっても戒律を厳格に守る者は少ない。

### 世界遺産
カザフスタン国内には、国際連合教育科学文化機関（UNESCO）の世界遺産リストに登録された文化遺産が3件、自然遺産が1件存在する。

### 祝祭日
| 日付     | 日本語表記     | 現地語表記                       | 備考                                                                                             |
| -------- | -------------- | -------------------------------- | ------------------------------------------------------------------------------------------------ |
| 1月1日   | 元旦           | Жаңа жыл күні                    |                                                                                                  |
| 3月8日   | 国際婦人デー   | Халықаралық әйелдер күні         |                                                                                                  |
| 3月22日  | ナウルズ       | Наурыз мейрамы                   | イラン暦の元旦                                                                                   |
| 5月1日   | 民族同調記念日 | Этникалық сәйкестіктің мерейтойы |                                                                                                  |
| 5月9日   | 戦勝記念日     | Жеңіс күні                       | 独ソ戦に敗れたナチス・ドイツが1945年にソ連などに無条件降伏した日で、ソ連時代から引き継いでいる。 |
| 8月30日  | 憲法記念日     | Конституцияны еске алу күні      | 1995年の 新憲法制定を記念する。                                                                  |
| 10月25日 | 共和国の日     | Республика күні                  | 1990年、カザフ・ソビエト最高会議が主権宣言をした日。2010年から2021年までは祝日から外されていた。 |
| 12月16日 | 独立記念日     | Тәуелсіздік күні                 | 1991年 カザフスタン共和国国家独立法が採択され、カザフスタン共和国として独立                      |

2012年から2021年まで12月1日は「初代大統領の日」と呼ばれる祝日であった。ヌルスルタン・ナザルバエフ初代大統領の功績を祝うものであったが、ナザルバエフ失脚後の2022年9月29日に廃止が決定された。

### スポーツ
カザフスタンは、1991年の独立時よりアジアオリンピック評議会に加盟している。独立後初の国際大会となった1994年アジア競技大会では、中国・日本・韓国に次いで金メダル数4位となり、以後アジア競技大会では金メダル数4位の座を維持している。1996年アジア冬季競技大会では日本や韓国を上回る14個の金メダルを獲得しており、アジア地域における競技レベルは高い。また、2011年アジア冬季競技大会はカザフスタンで開催された。
さらに2006年から「首都アスタナ」の名義で、UCIが主宰するUCIプロツアーに出場する資格を有するチームのスポンサーにもなった。資金はカザフスタンの主要5企業が出資している。スペインで開かれてるブエルタ・ア・エスパーニャでは、カザフスタン人のアレクサンドル・ヴィノクロフが2006年度の総合優勝を果たした。
また、ラグビーではワールドカップへの出場歴はないが、アジア五カ国対抗では2009年大会と2010年大会で準優勝を果たしており、2011年W杯予選では最終プレーオフまで進んだ。一方で、女子代表はワールドカップ出場の常連国となっている。
サッカー
カザフスタンサッカー連盟は独立当初はアジアサッカー連盟（AFC）に加盟したものの、2002年1月1日をもってAFCを脱退し、欧州サッカー連盟（UEFA）に加入した。その影響により、ワールドカップや欧州選手権の予選を通じて、UEFA加盟の強豪国と対戦する機会が増えた。さらに国内リーグの優勝チームは、UEFAチャンピオンズリーグ予選やUEFAヨーロッパリーグ予選にも出場できる。
国内リーグとしては、1992年にカザフスタン・プレミアリーグが創設された。FCアスタナが2014年から2019年までリーグ6連覇を達成し、優勝回数もリーグ最多を数える。さらにUEFAチャンピオンズリーグ 2015-16では本大会に出場しており、UEFAヨーロッパリーグ 2017-18ではベスト32に進出した事もある。サッカーカザフスタン代表は、これまでFIFAワールドカップやUEFA欧州選手権の本大会には未出場である。なお、AFC加入時代のAFCアジアカップについても同様に未出場である。